# Brasilien-Nachrichten
Die BrasilienNachrichten sind eine zweimal jährlich erscheinende Zeitschrift, die über aktuelle Entwicklungen und Hintergrundthemen aus Politik, Gesellschaft, Kultur und Wirtschaft in Brasilien berichtet. Sie werden in ehrenamtlicher Arbeit von der Brasilien-Initiative Freiburg e. V. herausgegeben, redigiert und verlegt. Der Redaktionssitz befindet sich in Freiburg im Breisgau.

## Geschichte und Schwerpunkte
Die Gründung der Zeitschrift erfolgte 1976 in der Zeit der Militärdiktatur in Brasilien (1964–1985) durch die „Aktion Brennpunkt Brasilien“, in der sich die Solidaritätsgruppen zusammengeschlossen hatten. Die Brasilien-Nachrichten erschienen zunächst in Bonn bei der Arbeitsgemeinschaft katholischer Studenten- und Hochschulgemeinden (AGG), welche die Koordination der Aktion Brennpunkt Brasilien übernommen hatte, und dann ab 1980 im Brasilienkunde-Verlag in Mettingen. Herausgeber waren Josef Senft und Hubertus J. Rescher. Mitte der 1980er Jahre übernahm die Brasilieninitiative Freiburg e. V. die Herausgeberschaft der Brasilien-Nachrichten.
In den Anfangszeiten der BrasilienNachrichten wurden viele Solidaritätsgruppen motiviert durch Dom Hélder Câmara, den Erzbischof von Pernambuco. In den Initiativen arbeiteten auch Leute mit, die längere Zeit in Brasilien gelebt und gearbeitet hatten. Viele Kontakte entstanden, beispielsweise Günther Schulz von der Brasilieninitiative Freiburg e. V. Er begleitete von Beginn an die Landlosenbewegung MST, von der man damals noch relativ wenig im Ausland wusste. Er nahm auch an einigen ihrer Landbesetzungen teil und publizierte im Anschluss an einen mehrjährigen Brasilienaufenthalt das Buch "Landbesetzung-Hoffnung für Millionen".
Obwohl sich seither vieles verändert hat, verweisen die Herausgeber der BrasilienNachrichten darauf, dass dennoch bis heute die Verwirklichung der Menschenrechte in vielen Bereichen aussteht. Die Redakteure der Zeitschrift versuchen auch heute noch, Missstände aufzuzeigen, ohne jedoch die schönen, positiven Seiten Brasiliens zu verleugnen. Abseits der Klischees von Sonne, Strand, Karneval und Samba möchten sie der deutschen Öffentlichkeit ein objektiveres Brasilien-Bild vermitteln. Dass dabei Themen, die in der Gründungsphase großes Gewicht hatten, in den aktuellen politischen Debatten eine Fortsetzung bzw. eine erneute Brisanz erfahren, zeigt sich z. B. an den deutsch-brasilianischen Atomgeschäften.
Am 27. Juni 1975 unterzeichneten die Bundesrepublik und Brasilien ein Zwölf-Milliarden-Mark-Abkommen über die Lieferung einer kompletten Atomenergie-Ausrüstung, darunter auch eine Urananreicherungsanlage und eine Pilot-Anlage für die Wiederaufbereitung bestrahlter Brennelemente. Die Autoren der Brasilien-Nachrichten wiesen in ihren Beiträgen vor allem auf die Gefahr der militärischen Nutzung der Atomtechnologie durch die brasilianische Militärdiktatur hin und recherchierten Beweis-Dokumente, die in der Broschüre „Das deutsch-brasilianische Atomgeschäft“ veröffentlicht wurden.
Wolfgang Kunath schreibt 2016 in den Brasilien-Nachrichten, dass das Atomabkommen, das Brasiliens rechte Militärs in den Siebzigern des letzten Jahrhunderts mit Bonn schlossen, Brasilien acht Milliarden Dollar kostete, aber wenig nutzte. Dennoch und trotz des Nuklearunglücks in Japan will Brasilien sein Atomprogramm unbeirrt fortsetzen. Für die Lieferung der Anlagen zur Fertigstellung des Atomkraftwerks Angra III wurden im Februar 2010 Hermesbürgschaften beantragt. Die Bundesregierung genehmigte dafür 1,5 Milliarden Euro, die endgültige Kreditzusage steht allerdings noch aus. Zusammen mit zahlreichen anderen Organisationen forderten die Brasilien-Nachrichten im März 2011 mit einem Brief an die Bundeskanzlerin und die zuständigen Ministerien eine Zurücknahme der Bürgschaft.